# San Isidro el Real
San Isidro el Real is een barokke kapittelkerk in Madrid, Spanje, gebouwd in de zeventiende eeuw. De kerk is gewijd aan de heilige Isidorus van Madrid. Diens overblijfselen en de overblijfselen van zijn vrouw, Maria Torribia, worden in de kerk bewaard. Het was de belangrijkste kerk van Madrid tot 1993, toen de Almudenakathedraal werd ingewijd.
De kerk bevindt zich vlak bij het Plaza Mayor in het historisch centrum van Madrid, in de Calle de Toledo nummer 37. Ter rechterzijde bevindt zich het Colegio Imperial, een voormalige school van de Jezuïeten.

## Geschiedenis
Het ontwerp van de kerk werd in 1620 gemaakt door de Jezuïeter architect Pedro Sánchez. Twee jaar later werd met de bouw van de kerk begonnen. Tot 1633 had Sánchez de leiding over de werkzaamheden. Na zijn dood in dat jaar werd het werk voortgezet onder Francisco Bautista en Melchor de Bueras, die in 1664 de voltooiing zagen.
De kerk verving de parochiekerk van Petrus en Paulus uit de vroege zestiende eeuw. De opdracht tot deze vervanging werd gegeven door keizerin Maria van Spanje (1528-1603), de dochter van Karel V en zus van Filips II. In haar testament had zij haar bezittingen nagelaten aan de Jezuïeten en opdracht gegeven tot de bouw van een nieuwe kerk op de plaats van de oude parochiekerk.
Op 23 september 1651 werd de kerk ingewijd, dertien jaar voordat het gebouw gereed was. Oorspronkelijk was de kerk in het bezit van de Jezuïeten en was zij gewijd aan de Spaanse Jezuïeter missionaris Franciscus Xaverius. Nadat de Jezuïeten in 1676 uit Spanje verdreven waren, werd de kerk officieel een kapittelkerk. Twee jaar later werd de kerk gewijd aan de heilige Isidorus. Diens overblijfselen werden vanuit de Sint-Isidoruskerk, waar ze sinds het begin van de zestiende eeuw lagen, verplaatst en bijgezet. Tegelijkertijd werd het lichaam van zijn vrouw Maria Torribia verplaatst.
Het interieur van de kerk werd opnieuw vormgegeven door de beroemde architect Ventura Rodríguez. Hij ontwierp een nieuw koor en een nieuw hoofdaltaar. Ook gaf hij de kerk een rijke binnenversiering.
Toen in 1885 het Aartsbisdom Madrid werd ingesteld, kreeg de kerk de status van kathedraal. De inwijding van de Almudenakathedraal in 1993 maakte hier een einde aan; de kerk kreeg toen weer de status van kapittelkerk.

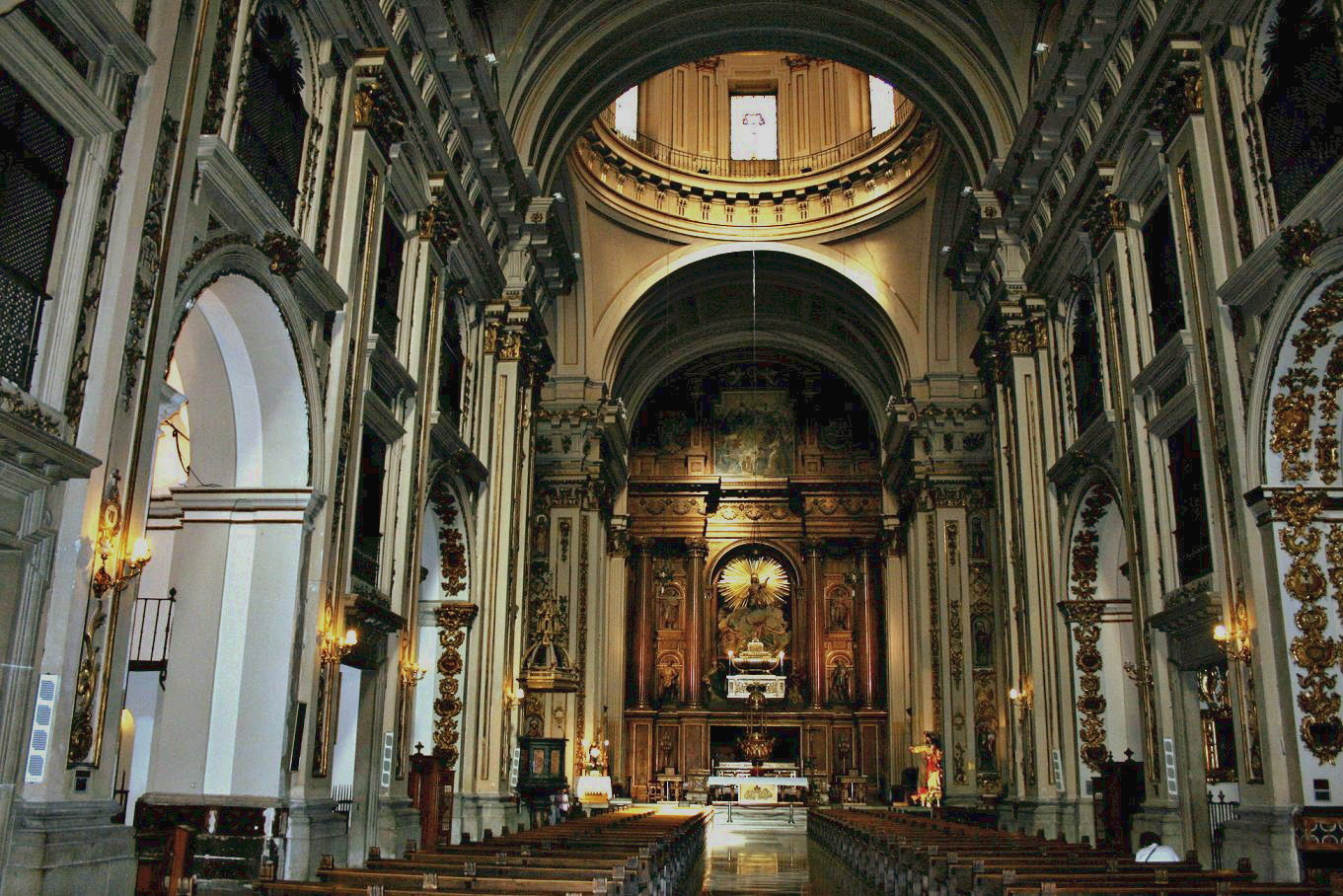
Het interieur van het middenschip en het koor

In 1936 brak er brand uit in de kerk tijdens de begindagen van de Spaanse Burgeroorlog. Door het vuur werden vele kunstwerken vernietigd, waaronder het altaar van Ventura Rodríguez en een aantal schilderijen van Francisco Rizi en Luca Giordano. Ook de koepel werd door het vuur aangetast en stortte in. Na de oorlog werd de kerk hersteld gedurende een periode van twintig jaar. Er werd geprobeerd om zoveel mogelijk de vooroorlogse staat van de kerk te herstellen. In 1960 was de restauratie klaar. De twee torens in de façade hadden een extra verdieping gekregen naar het ontwerp van de architect Javier Barroso. Ook was er een zeer getrouwe replica van het altaar van Ventura Rodríguez gemaakt.
Tot aan de inwijding van de Almudenakathedraal herbergde de kerk schilderijen van de Maagd Maria alsmede De goede dood van Christus, het meesterwerk van de kunstschilder Juan de Mesa. Tegenwoordig hangt dit beeld boven het hoofdaltaar in de Almudenakathedraal.
Elk jaar vindt er op Witte Donderdag een processie plaats tijdens de Semana Santa.

## Beschrijving
De kerk is een goed voorbeeld van zeventiende-eeuwse religieuze architectuur van Madrid. De barokke stijl van de kerk is geïnspireerd door de Il Gesù-kerk in Rome. Het grondplan in de vorm van een Latijns kruis met een enkele transept, zijdelingse kapellen en koepel onderschrijft dit.

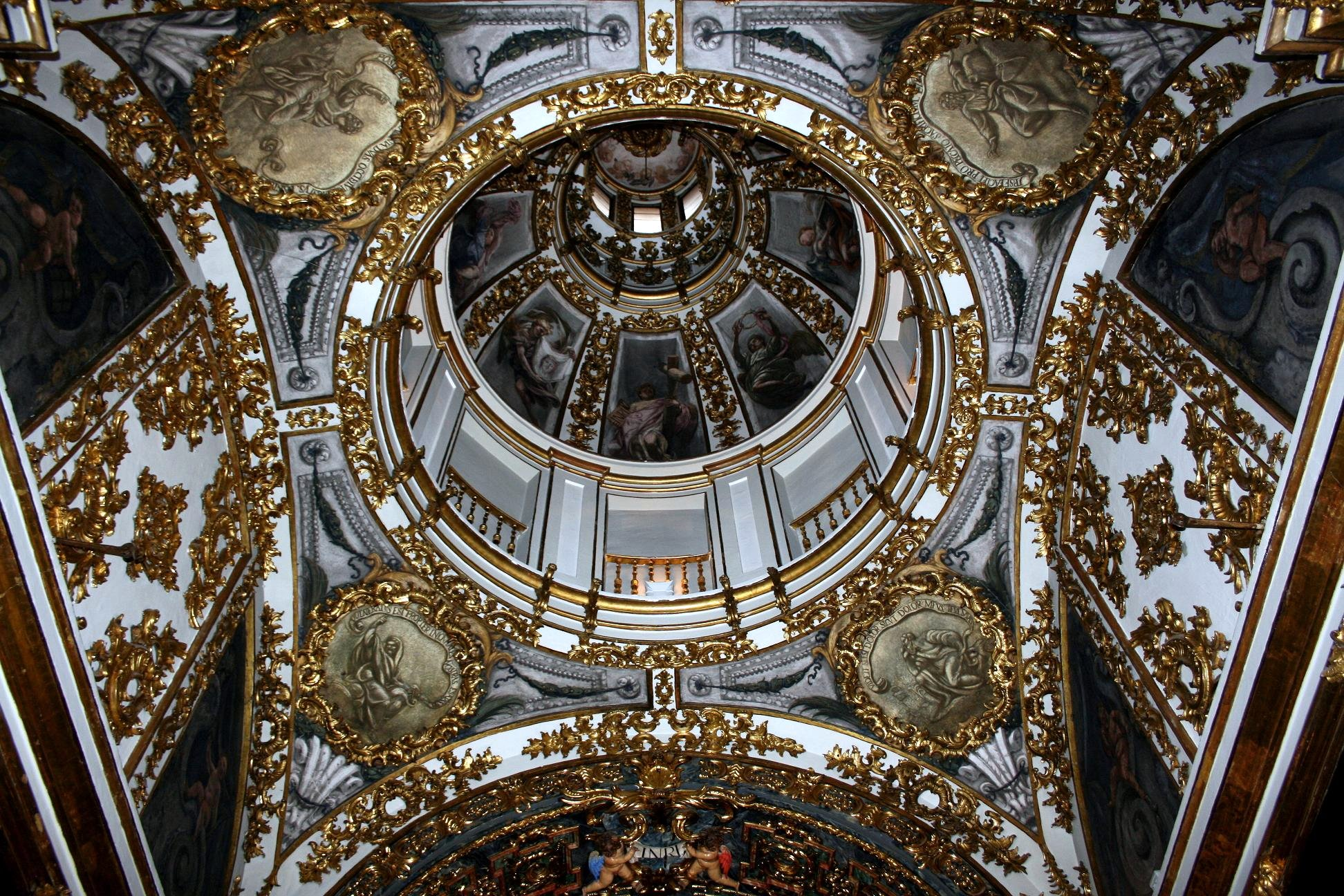
De koepel

De uit graniet opgetrokken voorgevel behelst een middengedeelte van vier zuilen in Korinthische stijl met in het midden een beeldengroep van Isidorus en zijn vrouw. De kapitelen werden gemaakt door Francisco Bautista. Deze gaf een persoonlijke tint aan de versiering door de bladeren van de acantus te omgeven door een eiervormige lijst.
Aan weerszijden van het middenstuk staan twee paar eveneens Korinthische zuilen. Deze geven de contouren van de kerktorens weer. De torens hebben een vierkante vorm; in het midden hebben zij een balkon. Het bovenste gedeelte van de torens - toegevoegd tijdens de restauratie in de twintigste eeuw - heeft een achthoekige vorm en wordt bekroond door een spits.
Boven de kruising bevindt zich de koepel, eveneens ontworpen door Francisco Bautista. Het is het eerste voorbeeld van een zogenaamde 'lichte koepel'. Voor de koepel werd een combinatie van hout en cement gebruikt. De steunmuren hoefden door deze combinatie van lichte materialen veel minder gewicht te dragen. Deze succesvolle innovatie werd al snel ook voor andere bouwwerken gebruikt.
Het rijke interieur werd ernstig beschadigd door de brand van 1936. De sarcofaag met de overblijfselen van Isidorus kon gered worden. Deze wordt tegenwoordig in het hoofdaltaar bewaard. Het meesterwerk van de schilder Sebastián Herrera Barnuevo, De heilige familie genaamd, heeft de brand ook doorstaan en is nog steeds te bewonderen in de kerk: het hangt in een van de kapellen. De preekstoel is ook bijzonder. Deze is gemaakt uit verschillende kleuren marmer.